# 堤路

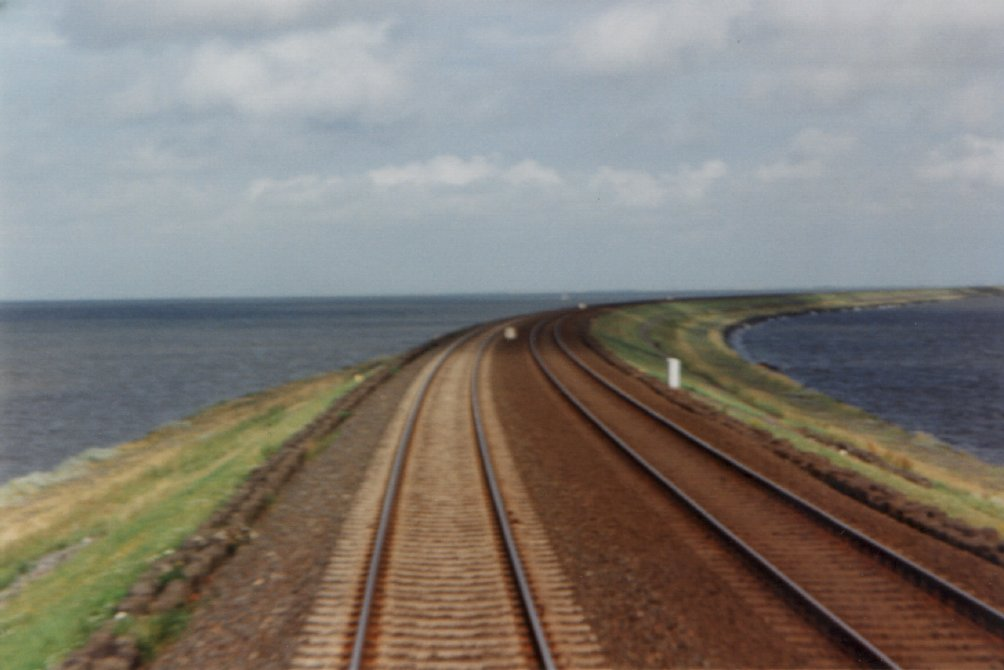
德国石勒苏益格-荷尔斯泰因跨越瓦登海连接叙尔特岛的兴登堡堤道铁路

堤路（英语：Causeway），指公路或铁路建在路堤上，以保持线路水平，通过低矮地形或湿地、水域。可建在土堤、石堤、木制堤、混凝土堤上。
英格兰萨默塞特郡的斯威特古道建于新石器时代。

## 例子
- 新柔长堤，连接新加坡与马来西亚，长1,056米。
- 法赫德国王大桥，又名巴林道堤桥，全长25公里，其中填海造堤部分10公里，架桥部分15公里。
- 庞恰特雷恩湖堤道位于美国路易斯安那州庞恰特雷恩湖上，连接新奥尔良和曼德韦尔，全长38.4公里。
- 阿夫鲁戴克大堤，全长32公里。
- 豪特里布大堤（英语：Houtribdijk），长27公里，属于須德海工程。
- 高集海堤，位于中国福建省厦门市，现已被拆毁。
- 罗摩桥，位于印度与斯里兰卡之间，其中一部分已被海水淹没。

### 世界著名堤路一览表
| 国家              | 名称             | 城市                  | 长度 (公里) | 开通年份 |
| ----------------- | ---------------- | --------------------- | ----------- | -------- |
| 中国              | 高集海堤         | 厦门市                | 29          | 1956年   |
| 德国              | 兴登堡堤道       | 尼比尔 韦斯特兰       | 11          | 1927年   |
| 印度 · 斯里蘭卡   | 罗摩桥           | 罗美斯瓦伦岛 曼纳岛   | 48          | —        |
| 马来西亚 · 新加坡 | 新柔长堤         | 新山 新加坡           | 1.05        | 1923年   |
| 荷兰              | 阿夫鲁戴克大堤   | 荷兰克龙 西南菲士兰   | 32          | 1932年   |
| 荷兰              | 豪特里布大堤     | 恩克赫伊曾 莱利斯塔德 | 30          | 1975年   |
| 沙特阿拉伯 · 巴林 | 法赫德国王大堤   | 寇巴尔 贾斯拉         | 10          | 1986年   |
| 美国              | 庞恰特雷恩湖堤道 | 新奥尔良 曼德韦尔     | 38          | 1956年   |

## 延伸阅读
- Oxford English Dictionary. 1971. ISBN 0-19-861212-5.
- Collins Robert French Dictionary, 5th edn. 1998. ISBN 0-00-470526-2.
- Nouveau Petit Larousse Illustré, Paris. 1934.
- Grape, W. The Bayeux Tapestry. Prestel, Munich and New York. 1994. ISBN 3-7913-1365-7.
- Evans, H.M. and Thomas, W.O. The New Welsh Dictionary (Y Geiriadur Newydd). Llyfrau'r Dryw, Llandybie. 1953.